# Rudolf I. Burgundski
Za njegova nećaka, pogledajte Rudolf Francuski.
Rudolf I. Burgundski (francuski: Rodolphe Ier de Bourgogne) bio je kralj Gornje Burgundije 888. – 912.
Rođen je 859. kao sin plemića vojvode od Gornje Burgundije i njegove supruge, Waldrade od Wormsa.
Sestra mu je bila Adelajda od Auxerrea.
Rudolf je postao kralj u opatiji Saint-Maurice nakon smrti cara Karla III. Debelog, a oženio je Willu, te je moguće da su imali kćer Adelajdu, koja se udala za Ludovika Slijepog. Imao je i kćer Willu te sina Rudolfa II. Burgundskog, kao i sina Ludviga.
Umro je 25. listopada 911. god.